# Alberto de Sternberg

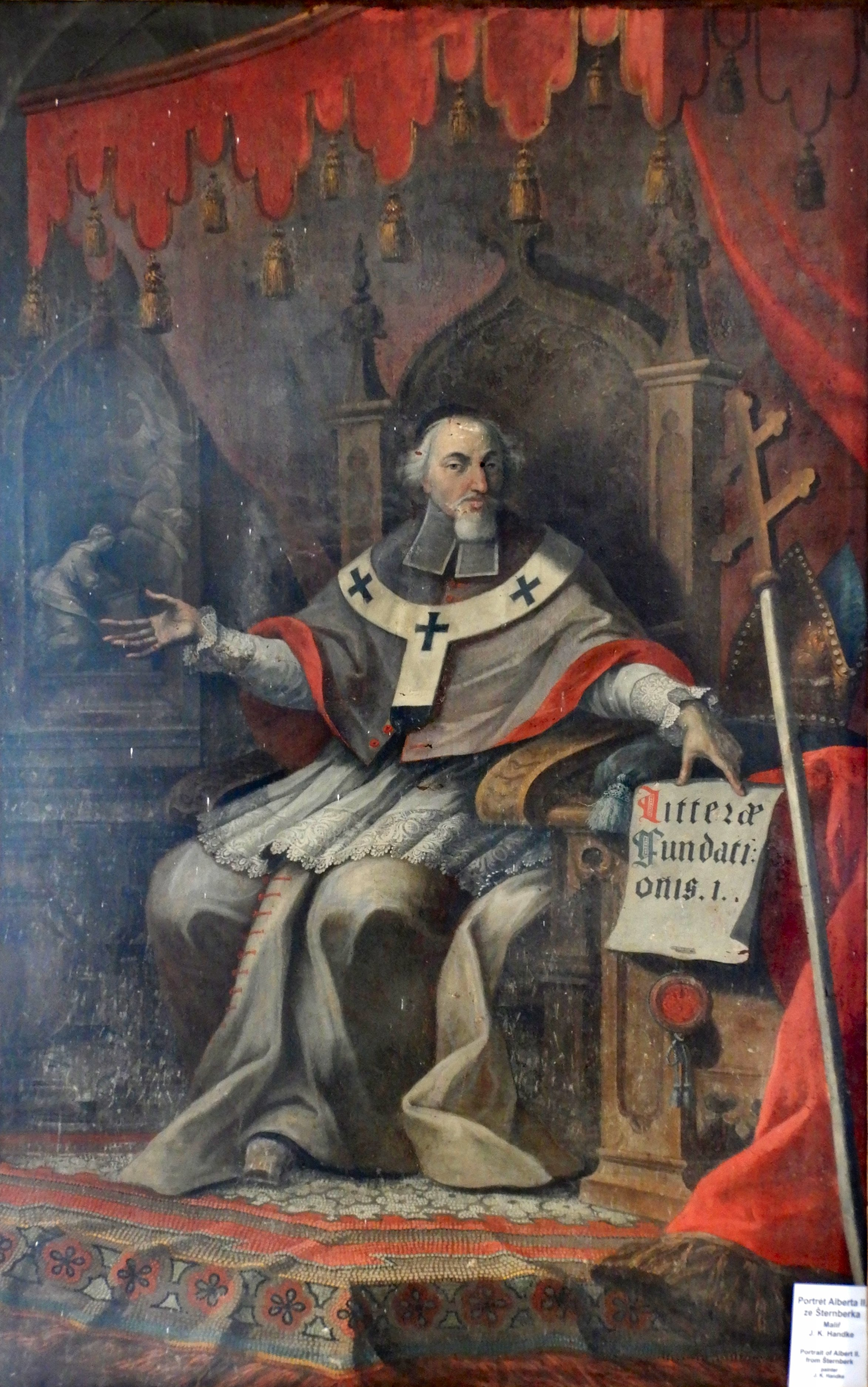
Alberto de Sternberg

Alberto Alejo de Sternberg (en alemán, Albrecht von Sternberg; en checo, Albrecht Aleš ze Šternberka), nacido hacia 1333 y muerto el 14 de enero de 1380 en Litomyšl, fue un noble eclesiástico checo que en el curso de su vida ocupó sucesivamente los cargos de obispo de Schwerin, obispo de Litomyšl y arzobispo de Magdeburgo. Murió siendo de nuevo obispo de Litomyšl con el título de arzobispo.

## Nacimiento y juventud
Alberto de Sternberg procede de la estirpe nobiliaria bohemo-morava de los Sternberg, muy implicada en la gobernación del reino de Bohemia y en sus asuntos eclesiásticos: cien años antes, en 1250, un Alberto de Sternberg aparece recibiendo del obispo de Praga, el escudo de armas para la Orden checa de la cual era su Primer General, la Orden Militar de los Caballeros de la Cruz, que incluyó desde entonces una estrella roja de seis puntas en honor a los Sternberg (montaña de la estrella). El padre de Alberto Alejo, Esteban de Sternberg, es citado varias veces desde 1347, en calidad de testigo en testamentos de nobles en el entorno del rey de Bohemia.
Del periodo de juventud y formación de Alberto faltan detalles. Por fuentes indirectas se cree que estudió en la Universidad de Bolonia y en la Sorbona de París, donde obtuvo los títulos académicos de Doctor en Teología, Doctor en Filosofía y Doctor en Jurisprudencia. En 1352 fue introducido por el Papa Clemente VI en el cabildo catedralicio del obispado de Olomouc y lo nombró capellán papal. Poco después ya era canónigo de la catedral de Olomouc y canónigo titular (ad efectum) de la de Praga, donde alcanzó el canon en 1353. En esta posición, Alberto de Sternberg entró en estrecho contacto con la familia real de Bohemia y se convirtió en consejero áulico del emperador del Sacro Imperio Romano Germánico, Carlos IV de Luxemburgo.

## Carrera eclesiástica

### Obispo de Schwerin
Después de la muerte del obispo de Schwerin Andrés de Wislica, Alberto de Sternberg fue nombrado el 19 de octubre de 1356 por el Papa Inocencio VI como su sucesor. La consagración del nuevo obispo tuvo lugar antes del 6 de noviembre de 1356, aunque debido a sus obligaciones como consejero del emperador raramente pudo estar en Schwerin y obtuvo la dispensa papal de la obligación de residencia hasta que celebró su misa de entronización el 10 de marzo de 1360. Mientras, la administración del Obispado de Schwerin estuvo a cargo de Vicarios generales.
En su administración, una disputa sobre la redención de votos solemnes emitidos por miembros de la familia nobiliaria von Bülow (que aportó entre sus miembros a varios obispos de Schwerin), acabó en 1357 con el anatema dictado por el obispo para varios de ellos. Solo en junio de 1363 se alcanzó un acuerdo por el que se le concedieron a la Casa Bülow las residencias episcopales de Bützow y Warin.

### Obispo de Litomyšl
Para ayudar a la defensa de la posición en el reino de Bohemia del emperador Carlos IV, el Papa respondió traspasando a Alberto de Sternberg al Obispado de Litomyšl el 23 de agosto de 1364, a la vez que el obispo de Litomyšl sustituido, Juan II de Neumarkt, fue trasladado al rico obispado de Olomouc. Los dos obispos, Juan y Alberto, se convirtieron en amigos cercanos. 
Alberto puso al frente de su obispado al párroco Nicolás de Titschein (Mikuláš z Jičín), que fue su vicario general. Un largo y antiguo conflicto con el cabildo catedralicio lutomislense terminó con un acuerdo sobre la delimitación de los terrenos y propiedades de la catedral, que estaba situada en el solar que ahora ocupa el Castillo de Litomyšl. También surgieron disputas con el cabildo por los bienes del Monasterio de Podlažice, que solo se solucionaron con la intervención de la Curia romana.

### Arzobispo de Magdeburgo
Aunque después de la muerte del arzobispo de Magdeburgo Dietrich Kagelwit el capítulo local magdeburguense había elegido a otro candidato, Alberto de Sternberg -de nuevo, en apoyo del emperador- recibió la designación papal de la cátedra del arzobispado de Magdeburgo el 9 de junio de 1368. El 3 de diciembre de ese año fue la entronización del nuevo arzobispo, que poco después vendió las propiedades que el arzobispado tenía en la Baja Lusacia por 6.000 marcos al emperador. Por lo tanto, existe una cierta presunción de que el emperador, que quería incluir la Lusacia entre los Países Checos (dentro de su patrimonio dinástico, el reino de Bohemia), tenía desde el principio la intención de llevar a Alberto hasta Magdeburgo para esto. 
También en Magdeburgo Alberto de Sternberg se encontró en el centro de las disputas con el poder civil gobernante en la ciudad y fue discutido por la nobleza, que impedía una estancia cómoda del arzobispo en su ciudad, donde era acusado de dilapidador y de falta de dominio de la lengua local, el bajo alemán. Aunque gracias a su cercanía con el emperador del Sacro Imperio Romano Germánico, Alberto de Sternberg fue el primer arzobispo de Magdeburgo que, a partir de 1370, llevó el título de Primado del Sacro Imperio Romano Germánico (Primas Germaniae), prefirió renunciar a un arzobispado tan incómodo para él. 

### Otra vez obispo de Litomyšl
El 13 de octubre de 1371 Alberto de Sternberg fue, de nuevo, transferido al Obispado de Litomyšl por el Papa Gregorio XI, manteniendo al mismo tiempo el título personal de arzobispo. A cambio, su antecesor, el obispo de Litomyšl Pedro Jelito, fue nombrado arzobispo de Magdeburgo.
Desde Magdeburgo, Alberto se trajo las reliquias de San Víctor, que desde entonces fue el santo patrón del Obispado de Litomyšl. Nicolás de Titschein conservó su cargo de vicario general del arzobispo Alberto de Sternberg, que pacificó el conflictivo monasterio de Podlažice e impulsó la creación de muchos nuevos monasterios y apoyó a los ya establecidos. Bajo su mandato se completó la construcción del monasterio de agustinos fundado por Juan de Neumarkt en la propia Litomyšl en 1356 y una colegiata de canónigos regulares de San Agustín, fundada en 1371 por Pedro Jelito en Lanškroun, recibió más poder. Alberto fundó en 1378 una cartuja en sus propiedades episcopales de Tržek, intitulada ‚Maria Dornbusch‘ ("Santa María de las zarzas"). Aunque su segundo mandato en Litomyšl trajo a la diócesis una cierta consolidación, no se pudieron eliminar las tensiones existentes con su capítulo catedralicio.

## Final

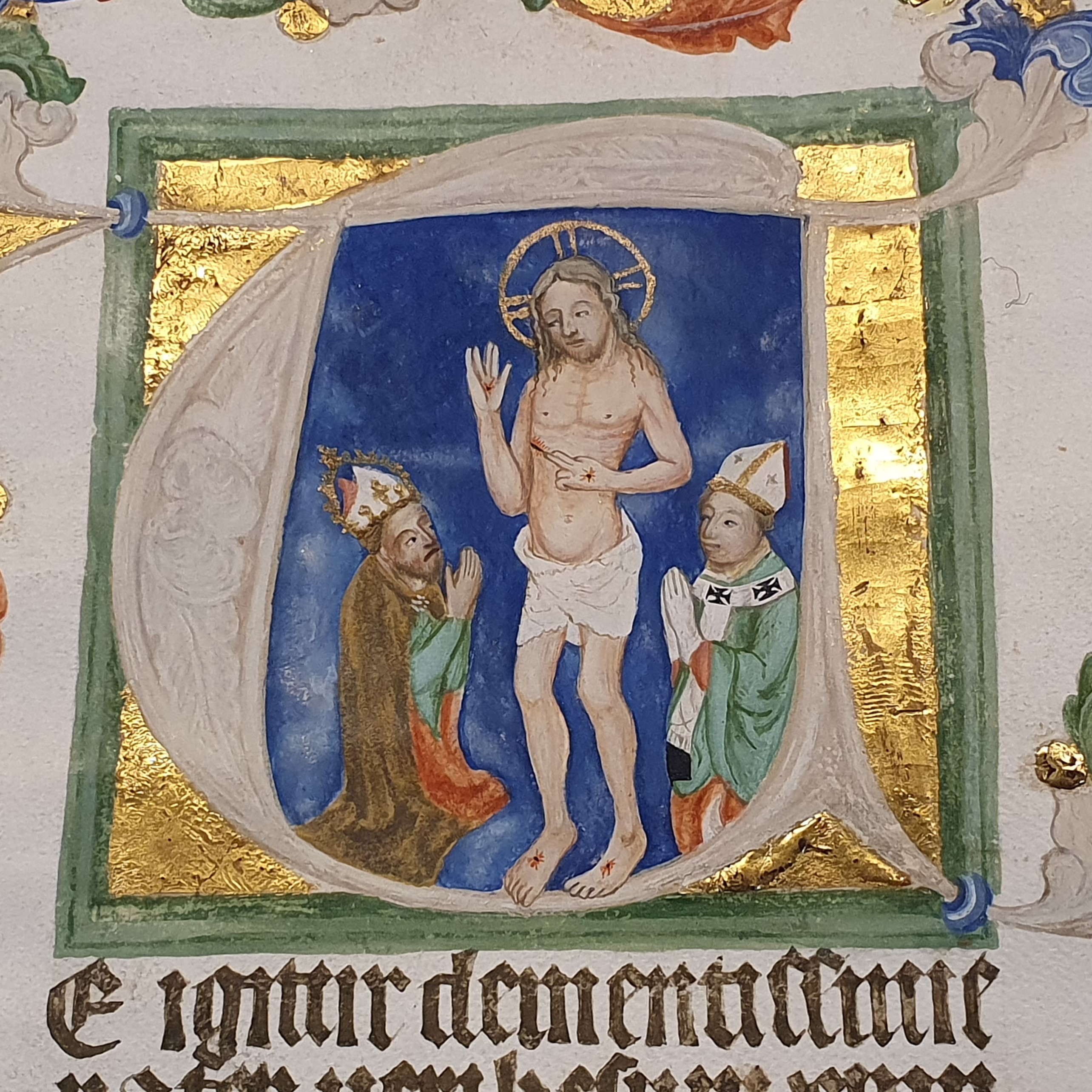
Iluminación en el manuscrito pontifical de Alberto de Sternberg

Quizá fue esa incomodidad con su capítulo lo que hizo que, al final de su mandato, Alberto pasase cada vez más tiempo fuera de Litomyšl, alojándose a menudo en las propiedades que su familia poseía en Dědice, en el sur de Moravia. Sus últimos años los pasó con mala salud en la propiedad episcopal de Tržek (5 km al noroeste de Litomyšl), enredado en el último encargo papal: a finales de 1370 Alberto recibió la orden papal de mediar en la disputa de propiedad entre el obispo de Olomouc Juan de Neumarkt y el margrave Jodoco de Moravia. Jodoco fue excomulgado después por el arzobispo Alberto de Sternberg, en castigo por el embargo de los bienes del cabildo de la catedral de Olomouc. En la misma sentencia se incluyó al ayuntamiento de Olomouc debido a que sus corregidores expulsaron al obispo y al capítulo de Olomouc de la villa. Toda Moravia fue puesta en interdicto hasta que el obispo de Olomouc y su capítulo fuera restituido, lo que significaba la suspensión de culto público, la paralización de los oficios divinos y el cierre de las iglesias de todo el territorio; solo los sacramentos del bautismo y la unción de enfermos eran los únicos ritos permitidos en días festivos.
Alberto había dictado testamento en Praga en 1371, por el que fundaba en sus tierras ancestrales (la villa de Šternberk, a unos 15 km al norte de Olomouc), un monasterio de canónigos regulares de San Agustín, dedicado a la "Anunciación de la Virgen". En la iglesia-colegiata de dicho monasterio fue enterrado poco después de su muerte, ocurrida el 14 de enero de 1380 en Litomyšl. Más tarde, sus restos fueron trasladados a la capilla de María Auxiliadora adyacente.